# سیما شی
سیما شی () (۲۰۸ - ۲۳ مارس ۲۵۵)، نام محترم زیوان، ژنرال نظامی و نایب السلطنه سائو وی در دوره سه امپراتوری چین بود. در سال ۲۴۹، او به پدرش سیما یی کمک کرد تا نایب السلطنه امپراتور سائو فنگ، سائو شوانگ را سرنگون کند، و به خانواده سیما اجازه داد تا قدرت اصلی را در ایالت داشته باشند، و او پس از مرگ پدرش در سال ۲۵۱، قدرت پدرش را به ارث برد. صحنه سیاسی و هنگامی که امپراتور، سائو فنگ، اقدامی علیه او در سال ۲۵۴ در نظر گرفت، او را برکنار کرد و پسر عمویش سائو مائو را جایگزین کرد. این چنگال محکم سرانجام به او این امکان را داد که در زمان مرگش در سال ۲۵۵ پس از سرکوب یک شورش، قدرت خود را به برادر کوچکترش، سیما ژائو، منتقل کند، که پسرش سیما یان سرانجام تاج و تخت را غصب کرد و سلسله جین را تأسیس کرد.
پس از اینکه سیما یان امپراتور شد، او با شناخت نقش سیما شی در موقعیت امپراتوری خود، پس از مرگ، عمویش را به عنوان امپراتور جینگ (景皇帝) با نام معبد شیزونگ (世宗) تجلیل کرد.